# Apollo et Hyacinthus

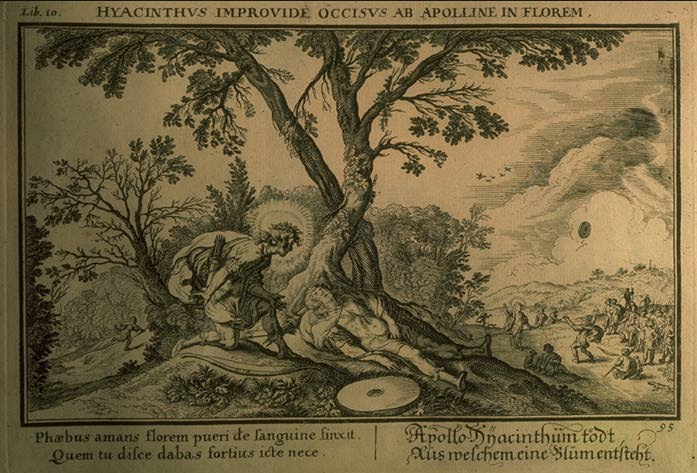
Apollo en Hyacinthus

Apollo et Hyacinthus (KV 38) is een opera in één bedrijf van Mozart op een Latijns libretto van Rufinus Widl. Dit werk is niet echt een opera, maar eerder een intermezzo bij Widls drama Clementia Croesi. De eerste opvoering vond plaats in de Grote Hal van de Universiteit van Salzburg op 13 mei 1767.
In het stuk zitten 2 mannelijke alten, 1 tenor, 2 bassen en een koor.

## Synopsis
Het verhaal baseert zich op het verhaal dat voorkomt in de 'Metamorfosen' van Ovidius. Zephyrus is verliefd op Melia, maar maakt daardoor Apollo jaloers. Hierdoor doodt Zephyrus in het geheim Hyacinthus en beschuldigt Apollo van de moord. Apollo geeft aan de winden opdracht hem weg te dragen. De stervende Hyacinthus brengt de waarheid aan het licht, maar Apollo kan hem nog redden door die in een bloem te veranderen. Apollo jaagt Zephyrus weg door de winden, en trouwt zelf met Melia.
Thomas Lederer: „The clemency of Rufinus Widl: Text and context of W.A. Mozart's first opera.“ Humanistica Lovaniensia 58 (2009), 217-373. (Tekst van Clementia Croesi en libretto van Apollo et Hyacinthus, Latijn en Engels) 
Die Schuldigkeit des ersten Gebotes · Apollo et Hyacinthus · Bastien und Bastienne · La finta semplice · Mitridate · Ascanio in Alba · La Betulia Liberata · Il sogno di Scipione · Lucio Silla · Thamos, König in Ägypten · La finta giardiniera · Il rè pastore · Zaide · Idomeneo · Die Entführung aus dem Serail · L'oca del Cairo · Lo sposo deluso · Der Schauspieldirektor · Le nozze di Figaro · Don Giovanni · Così fan tutte · Die Zauberflöte · La clemenza di Tito
- Bibliothèque nationale de France: cb13915123g (data)
- Gemeinsame Normdatei: 4718195-3
- Library of Congress Control Number: no2001089440
- MusicBrainz work: 903b73d6-bbac-4136-9a32-b9d9204ce469
- Nationale bibliotheek van Australië: 36010629
- Virtual International Authority File: 183305752